# Чортолом (Васлуј)
Чортолом (рум. Ciortolom) насеље је у Румунији у округу Васлуј у општини Тутова. Oпштина се налази на надморској висини од 56 m.

## Становништво
Према подацима из 2002. године у насељу је живело 204 становника, од којих су сви румунске националности.